# SadSvit
Богдан Розвадовський, більш відомий як SadSvit (нар. 1 травня 2004, Івано-Франківськ) — український синті-поп та альт-поп виконавець, композитор та автор пісень. Дискографія артиста налічує три альбоми — «Cassette», «20&21», «Неонова мрія», а також два мініальбоми «Суматоха», та «Холод» спільно з Sad Novelist, альбом «Цвіт Магнолії» спільно з Do Sliz

## Походження назви
Псевдонім артиста «SadSvit» складається з двох слів; перше слово англ. Sad — сумний, друге слово Svit, є транслітерацією укр. світ, тому псевдонім означає «Сумний Світ».

## Життя та творчість
Народився 1 травня 2004 року у місті Івано-Франківськ. Навчається у Прикарпатському національному університеті на юридичному факультеті. Музикою захоплювався з раннього дитинства. У 13 років у Богдана з'явився ноутбук і він почав опановувати програми для створення музики. Музичної освіти Богдан не має, але грає на гітарі. Спочатку був бітмейкером і робив біти на замовлення, але згодом усвідомив, що хоче творити власну музику. 
У 2019 році співпрацював з реп-виконавцем «Хтось із Заходу[неавторитетне джерело]» та згодом записав разом з ним пісню «Мій Вимір». Шлях сольного артиста Богдан почав у 2020 році, 4 квітня вийшов перший трек на SoundCloud «Разбитые мечты»[первинне джерело]. Першою українськомовною була пісня «Не забувай[первинне джерело]» 2020 року, саме з неї Богдан почав свій шлях як SadSvit. 
Перший мініальбом SadSvit «Суматоха» вийшов 4 грудня 2020 року російською мовою.
30 грудня 2020 вийшов наступний мініальбом «Холод» записаний спільно з SadNovelist.
13 грудня 2021 року вийшов перший студійний альбом «Cassette» із треком «Молодість», який став дуже популярним у TikTok. З «Молодістю» SadSvit отримав 7 місце у рейтингу Топ-50 трендів України на Spotify, та 95 місце у чарті Ukraine Top 100на Spotify.
16 грудня 2021 вийшов другий студійний альбом «20&21».
18 квітня 2022 полк «Азов» поширив відео про будні бійців, що боронять місто Маріуполь, використавши пісню «Касета» в якості фонової музики.  Згодом його поширили популярні Telegram-канали і скоро пісня очолила чарти Spotify Viral 50 та Shazam Top 200.
28 жовтня 2022 вийшов спільний зі Структура Щастя сингл «Силуети» який очолював топ-чарти більше місяця з перших днів релізу.
17 лютого 2023 вийшов третій студійний альбом «Неонова мрія».
20 листопада 2024 року вийшла гра S.T.A.L.K.E.R. 2: Серце Чорнобиля в якій було у якості саундтреку залучено 5 пісень SadSvit.
14 лютого 2025 року Тіна Кароль та SadSvit представили спільний трек "МИ".

## Дискографія

### Студійні альбоми
- «Cassette» (2021)
- «20&21» (2021)
- «Неонова мрія» (2023)
- «Цвіт магнолії» (2024)

### Мініальбоми
- «Суматоха» (2020)
- «Холод» (2020) (спільно з Sad Novelist)

### Сингли
- «Разбитые мечты» (2020)
- «Не забувай» (2020)
- «Тільки як назвати» (2020) (Досі не придумав)
- «Світло» (2021)
- «Тління» (2021)
- «Наосліп» (2021)
- «Всупереч» (2021)
- «Касета» (2021)
- «Вдома не буду» (2021)
- «Молодість» (2021)
- «Літо» (2021)
- «Прощавай» (2021)
- «Двоє» (2022)
- «Небо» (2022)
- «Персонажі» (2022)
- «Світанок» (2022)
- «Додому» (2022) (за участю Джозерс та Sad Novelist)
- «Квартали» (2022) (за участю Мія Рамарі)
- «Страдча» (2022) (за участю Лея)
- «Останній день» (2022)
- «Повертайся живим» (2022) (за участю Morphom)
- «Була весна» (2022) (за участю Паліндром)
- «Силуети» (2022) (за участю «Структура Щастя»)
- «Твоя душа» (2023) (за участю ARCHEZ)
- «Пам'ятай свій дім» (2023)
- «Дотики» (2023) (за участю «Golubenko»)
- «Квіти» (2023)
- «Автомагістралі» (2023) (за участю «Lely45»)
- «Персонажі (Live)» (2023)[21]
- «Луги» (2024) (за участю «Do Sliz»)[22]
- «Напевно ти» (2024)
- «Що якщо» (2024) (за участю «Do Sliz»)
- «Твій промінь» (2024)
- «Ми» (2025) (за участю Тіна Кароль)

## Відеокліпи
Статистичні дані наведено станом на 06 листопада 2024 року
| № | Кліп                                | Рік  | Кількість переглядів на YouTube | Посилання |
| - | ----------------------------------- | ---- | ------------------------------- | --------- |
| 1 | Світанок                            | 2022 | 716 000                         |           |
| 2 | Небо                                | 2022 | 5 578 000                       |           |
| 3 | Силуети (спільно з Структура Щастя) | 2022 | 11 786 000                      |           |
| 4 | Страдча (спільно з Лея)             | 2022 | 346 000                         |           |
| 5 | Твоя душа (спільно з ARCHEZ)        | 2023 | 422 000                         |           |
| 6 | Пам'ятай свій дім                   | 2023 | 990 000                         |           |